# Christian Fredrik Sundberg
Christian Fredrik Sundberg, född den 17 oktober 1839 i Göteborg, död den 23 juli 1924, var en svensk ingenjör och ämbetsman.
Sundberg utexaminerades 1858 från Chalmersska slöjdskolan, erhöll 1859 anställning som elev vid Statens järnvägsbyggnader och befordrades 1860 till nivellör. Sedermera inträdde han i Statens järnvägstrafiks tjänst, utnämndes 1866 till baningenjör och 1878 till bandirektör. 
Då Gällivarebanan övertogs av staten, utsågs Sundberg 1891 att i egenskap av intendent utöva chefskapet över banan, såväl vad kompletteringsarbetena som vad trafiken angick. Detta krävande uppdrag utförde han med sådan framgång, att han 1895 befordrades till överdirektör och chef för banavdelningen samt som sådan blev ledamot av Kungliga järnvägsstyrelsen. 
1898–1906 var han överingenjör vid Statens järnvägsbyggnader. Bland de under denna tid utförda nybyggnadsarbetena må nämnas
Örebro-Krylbobanan, längdbanan genom Bohuslän, banan Gällivare-Riksgränsen och de 1902 beslutade bangårdsanordningarna i och invid Stockholm.
Sundberg är begravd på Norra begravningsplatsen utanför Stockholm.